# Thaumatophyllum
Thaumatophyllum,  rod bilja iz porodice kozlačevki smješten u tribus Philodendreae, dio je potporodice Aroideae. Raširen je po Južnoj Americi, uglavnom u Brazilu, i nešto u Venezueli i Argentini.
Rod je kao monotipičan opisan 1859. sa vrstom T. spruceanum, a sve ostale u njega su dodane 2018. izdvajanjem iz roda Philodendron. Na popisu je 21 vrsta

## Vrste
1. Thaumatophyllum adamantinum (Mart. ex Schott) Sakur., Calazans & Mayo
2. Thaumatophyllum bipinnatifidum (Schott) Sakur., Calazans & Mayo
3. Thaumatophyllum brasiliense (Engl.) Sakur., Calazans & Mayo
4. Thaumatophyllum corcovadense (Kunth) Sakur., Calazans & Mayo
5. Thaumatophyllum dardanianum (Mayo) Sakur., Calazans & Mayo
6. Thaumatophyllum leal-costae (Mayo & G.M.Barroso) Sakur., Calazans & Mayo
7. Thaumatophyllum lundii (Warm.) Sakur., Calazans & Mayo
8. Thaumatophyllum mello-barretoanum (Burle-Marx ex G.M.Barroso) Sakur., Calazans & Mayo
9. Thaumatophyllum paludicola (E.G.Gonç. & Salviani) Sakur., Calazans & Mayo
10. Thaumatophyllum petraeum (Chodat & Vischer) Sakur., Calazans & Mayo
11. Thaumatophyllum saxicola (K.Krause) Sakur., Calazans & Mayo
12. Thaumatophyllum solimoesense (A.C.Sm.) Sakur., Calazans & Mayo
13. Thaumatophyllum speciosum (Schott ex Endl.) Sakur., Calazans & Mayo
14. Thaumatophyllum spruceanum Schott; tip
15. Thaumatophyllum stenolobum (E.G.Gonç.) Sakur., Calazans & Mayo
16. Thaumatophyllum tweedieanum (Schott) Sakur., Calazans & Mayo
17. Thaumatophyllum uliginosum (Mayo) Sakur., Calazans & Mayo
18. Thaumatophyllum undulatum (Engl.) Sakur., Calazans & Mayo
19. Thaumatophyllum venezuelense (G.S.Bunting) Sakur., Calazans & Mayo
20. Thaumatophyllum williamsii (Hook.fil.) Sakur., Calazans & Mayo
21. Thaumatophyllum xanadu (Croat, J.Boos & Mayo) Sakur., Calazans & Mayo